# ويليام هوارد تومسون
ويليام هوارد تومسون (بالإنجليزية: William Howard Thompson)‏ هو محامي وقاضي وسياسي أمريكي، ولد في 14 أكتوبر 1871 في كروفوردسفيل في الولايات المتحدة، وتوفي في 9 فبراير 1928 في واشنطن العاصمة في الولايات المتحدة. حزبياً، نشط في الحزب الديمقراطي. وقد انتخب عضو مجلس الشيوخ الأمريكي.